# Splitter Critters
Splitter Critters est un jeu vidéo de réflexion développé et édité par Rac7 Games, sorti en 2017 sur iOS.

## Système de jeu
Le jeu se découpe en différents niveaux. Chaque niveau figure un décor découpable en plusieurs morceaux de bandes de papier déchirées. Le but du jeu est de permettre à un groupe d'extra-terrestres de rejoindre un point d'arrivée en déplaçant ces bandes de papier avec le doigt et, ce faisant, en réarrangeant la topologie du niveau.
Le jeu est comparé à Lemmings par Canard PC.

## Accueil
- Canard PC : 6/10[1]
- TouchArcade : 4,5/5[2] et élu Game of the Week[3]